# Shinya Awatari
Shinya Awatari (阿渡 真也 Awatari Shinya?), född 7 juni 1990 i Kanagawa prefektur, är en japansk fotbollsspelare.
Awatari började sin karriär 2013 i Zweigen Kanazawa. Han spelade 96 ligamatcher för klubben. 2018 flyttade han till Fujieda MYFC.